# Fox Corporation
A Fox Corporation (rövidített nevén Fox Corp. és több sajtómegjelenésben nem hivatalosan New Fox) egy amerikai televíziós műsorszolgáltató vállalat, székhelye New York City. A médiacég a 21st Century Fox (korábban News Corporation) egyik utódjaként jött létre, miután azt a The Walt Disney Company 2019-ben nagy részben felvásárolta. A vállalat 39%-os relatív többséggel a Murdoch család kezében van, társügyvezetője Rupert Murdoch – a News Corporation alapítója –, elnöke és fő ügyvezetője Lachlan Murdoch.
A Fox Corp. fő profilja a televíziós műsorkészítés, hír- és sportműsorok gyártása. Leányvállalatai és márkái azok az érdekeltségek, amelyeket a Disney nem vásárolt fel és olvasztott magába 2019-ben, a felvásárlási megállapodás alapján. Ezek a Fox Broadcasting Company, Fox Television Stations, Fox News, Fox Business Network, Fox Sports és mások.

## Története

### Megalakulása
2017. december 14-én a The Walt Disney Company bejelentette, hogy a jövőben fel kívánja vásárolni a 21st Century Fox filmes és televíziós részlegeit. A vállalat maradék része, az úgynevezett "New Fox" a megállapodás keretein belül a Disney-től független részlegek, a Fox News Channel, a Fox országos televíziós hálózata, a Fox Sports, és egyéb kisebb cégek. 2018 májusában megerősítették, hogy az új vállalat feje Lachlan Murdoch lesz.
Az egyesítés szakmai kritikában részesült, felvetette a piaci verseny korlátozásának vádjait is. Az amerikai médiahatóság "dual network rule" szabályozása értelmében nem lehetett volna jogilag lehetséges, hogy az American Broadcasting Companyt már birtokló Disney a Fox csatornát is megszerezze. Az amerikai országos piacon öt országos csatorna üzemel, ezek működésére külön szabályok vonatkoznak.
2018 közepén a Comcast licitversenyre kelt a Disney-vel azokért az alvállalatokért, amelyekre az igényt tartott, illetve az európai Sky plc vállalatra (amelyben a 21st Century Foxnak részesedése volt, és amely a felvásárlást követően a Disney kezébe került volna). 2018 júliusában a Disney végül túllicitálta a Comcastot és az eredeti árnál jóval drágábban, 71,3 milliárd dollárért pályázott sikeresen a Fox alvállalataira. A brit szabályozások értelmében a Sky részesedéseire vak aukciót írtak ki, amelyet végül a Comcast nyert a Disney-vel szemben.
2018. október 10-én arról számoltak be, hogy a Murdoch-tulajdonban maradt cégcsoport újraalakulásának munkálatait 2019. január 1-jén kezdik meg. 2018. november 14-én megerősítették, hogy az új vállalat megtartja a Fox nevet.
2019 január 7-én az új vállalatot Fox Corporationként jegyezték be az amerikai tőzsdén.

## Alvállalatai
- Fox Broadcasting Company[6]
- Fox Television Stations Group[6]
  - 28 stations
  - MyNetworkTV
  - Movies! (50%)
- Fox News Group[6]
  - Fox News Channel[6]
  - Fox Business Network[6]
  - Fox News Radio
  - Fox News Talk
  - Fox Nation
- Fox Sports Media Group[6]
  - Fox Sports
  - FS1[6]
  - FS2[6]
  - Fox Deportes[6]
  - Big Ten Network (51%)[6]
  - Fox Soccer Plus
  - Fox College Sports
  - Fox Sports Racing
  - Fox Sports Radio
  - Fox Sports Digital Media
  - Home Team Sports (HTS) 
    - Fox Sports College Properties
    - Impression Sports & Entertainment

## Fordítás
- Ez a szócikk részben vagy egészben  a   Fox Corporation című angol Wikipédia-szócikk ezen változatának fordításán alapul.  Az eredeti cikk szerkesztőit annak laptörténete sorolja fel. Ez a jelzés csupán a megfogalmazás eredetét és a szerzői jogokat jelzi, nem szolgál a cikkben szereplő információk forrásmegjelöléseként.